# Молодший лейтенант
Моло́дший лейтена́нт (фр. lieutenant — заступник, від lieu — місце і tenant — той що займає) — перше військове звання молодшого офіцерського складу в арміях і флотах багатьох країн.
Раніше в Радянській армії звання присвоювалось випускникам середніх спеціальних навчальних закладів, у воєнний час — випускникам прискорених курсів підготовки офіцерів.
Нині в український армії звання молодший лейтенант присвоюється  :

| - а) військовослужбовцям рядового, сержантського і старшинського складу, які мають вищу освіту, пройшли навчальні збори і склали іспити за програмою підготовки офіцерів запасу перед закінченням строкової військової служби (військове звання молодший лейтенант запасу); - б) військовозобов'язаним, які мають вищу освіту і пройшли строкову військову службу, після проходження навчальних зборів і складання іспитів за програмою офіцерів запасу; - в) військовозобов'язаним і жінкам, які мають вищу освіту, споріднену з відповідною військовою спеціальністю, за результатами атестування до офіцерського складу запасу; - г) студентам, які пройшли повний курс військової підготовки за програмою офіцерів запасу і склали встановлені іспити та атестовані до офіцерського складу, після закінчення вищого навчального закладу; - ґ) військовослужбовцям, які закінчили у воєнний час військові навчальні заклади за скороченою програмою навчання; - д) прапорщикам (мічманам), які мають вищу освіту, споріднену з відповідною військовою спеціальністю, призначені на посади офіцерського складу, склали встановлені іспити та успішно виконують службові обов’язки, з урахуванням віку і потреби в офіцерах даної спеціальності; - е) прапорщикам (мічманам), які проходять військову службу на посадах прапорщиків (мічманів) не менш як 5 років, успішно виконують службові обов’язки та мають вищу освіту, споріднену з відповідною військовою спеціальністю, і склали встановлені іспити під час звільнення їх з військової служби в запас; - є) військовослужбовцям рядового, сержантського і старшинського складу, прапорщикам (мічманам), які призначені на посади офіцерського складу у воєнний час і успішно виконують службові обов’язки. |
Попри те, що у більшості країн існує звання молодшого лейтенанта, лише в деяких із них (наприклад, у Росії) воно еквівалентне українському. Як правило, перше звання молодшого офіцерського складу в арміях і флотах інших країн відповідає за рангом лейтенантові Збройних Сил України.

## Дивись також
- Військові звання України
- Взвод
- Підпоручик
- Уоррент-офіцер
- Хорунжий
- Штурмфюрер